# فواسيا (أين)
فواسيا (بالفرنسية: Foissiat)‏ هي بلدية فرنسية تقع في إقليم الأين في فرنسا. رمز إنسي لها هو:1163. أما الرمز البريدي لها فهو: 1340.